# Рощино (Белозерский район)
Рощино — деревня в Белозерском районе Вологодской области.
Входит в состав Гулинского сельского поселения, с точки зрения административно-территориального деления — в Гулинский сельсовет.
Расположена на берегу Азатского озера. Расстояние по автодороге до районного центра Белозерска составляет 38 км, до центра муниципального образования деревни Никоновская — 8 км. Ближайшие населённые пункты — Карпово, Лундино, Орлово, Трунино, Якунино.
Население по данным переписи 2002 года — 4 человека.